# Оцелени (Васлуј)
Оцелени (рум. Oțeleni) насеље је у Румунији у округу Васлуј у општини Хочени. Oпштина се налази на надморској висини од 130 m.

## Становништво
Према подацима из 2002. године у насељу је живело 638 становника, од којих су сви румунске националности.